# Hanumantharaorhynchus hemirhamphi
Hanumantharaorhynchus hemirhamphi är en hakmaskart som beskrevs av Dali Chandra 1983. Hanumantharaorhynchus hemirhamphi ingår i släktet Hanumantharaorhynchus och familjen Rhadinorhynchidae. Inga underarter finns listade i Catalogue of Life.